# ياسر هدى صباح
ياسر هدى علي صباح (22 يونيو 1952 - 3 أكتوبر 2024)، مناضل فلسطيني وأسير سابق من قرية أم صفا في قضاء رام الله بالضفة الغربية. عُرف بنشاطه النضالي ضد الاحتلال الإسرائيلي ودوره القيادي في حركة التحرير الوطني الفلسطيني (فتح).

### النشأة والحياة المبكرة
ولد ياسر هدى صباح عام 1952 في مدينة أريحا، وأكمل تعليمه المدرسة في مدرسة الأمير حسن في بلدة بيرزيت قضاء رام الله وهي قرية فلسطينية تقع شمال غرب مدينة رام الله في الضفة الغربية. نشأ في ظل الاحتلال الإسرائيلي، مما أثر بشكل كبير على توجهاته السياسية والنضالية في وقت لاحق من حياته.

### النشاط السياسي والنضالي
انضم صباح إلى حركة التحرير الوطني الفلسطيني (فتح) في شبابه، وسرعان ما أصبح ناشطًا بارزًا في الحركة. شارك في العديد من الأنشطة النضالية ضد الاحتلال الإسرائيلي، مما جعله هدفًا للسلطات الإسرائيلية.

### الاعتقال والسجن
في عام 1977، تم اعتقال ياسر هدى صباح من قبل قوات الاحتلال الإسرائيلي. قضى تسع سنوات في السجون الإسرائيلية، حيث برز كقائد بين الأسرى الفلسطينيين. خلال فترة سجنه، تفاعل مع العديد من قادة العمل الوطني الفلسطيني الآخرين، مما عزز من خبرته السياسية ودوره القيادي.

### الحياة بعد السجن
بعد إطلاق سراحه، واصل صباح نشاطه النضالي والسياسي. كان من أوائل المساهمين في تأسيس جمعية الأسرى المحررين في فلسطين، وتم انتخابه كأول رئيس لها. لعبت هذه الجمعية دورًا مهمًا في دعم الأسرى المحررين وعائلاتهم، والدفاع عن حقوق الأسرى الفلسطينيين.

### العودة إلى أم صفا
عاد صباح إلى قريته أم صفا، حيث كرس حياته للدفاع عن أرضه وقريته من التوسع الاستيطاني الإسرائيلي. عمل بجد في زراعة أرضه، مؤكدًا على أهمية الصمود والتمسك بالأرض كشكل من أشكال المقاومة

### الشخصية والتأثير
عُرف ياسر هدى صباح بثقافته الواسعة وحبه للخير. كان له تأثير كبير في مجتمعه المحلي وفي الحركة الوطنية الفلسطينية الأوسع. استمر في نشاطه النضالي والاجتماعي حتى وفاته، تاركًا إرثًا من النضال والالتزام بالقضية الفلسطينية.

## وفاته
فجر يوم الخميس الموافق 3 أكتوبر 2024م فاضت روحه إلى بارئها في المستشفى برام الله، بعد مسيرة عطاء وطني ونضالي لم يتوقف، وتم نقل جثمانه الطاهر من مجمع رام الله الطبي إلى بيته في قرية أم صفا حيث تم إلقاء نظرة الوداع عليه ومن ثم تمت الصلاة عليه ظهراً في مسجد أم صفا وشيع إلى مأواه الأخير بمشاركة جماهيرية ورفاق الدرب والأسرى المحررين.